# Mouvement de classe de chant
 (mars 2024).
Le mouvement des cours de chant est un phénomène social du milieu du dix-neuvième siècle au Royaume-Uni qui visait à enseigner le chant à vue aux enfants en âge d'aller à l'école primaire, et qui a finalement abouti à la formation d'un grand nombre de chorales d'église et de sociétés chorales

## Histoire
À partir du milieu du dix-neuvième siècle, le mouvement des classes de chant s'est répandu dans tout le Royaume-Uni, et son influence a été observée surtout durant la seconde moitié du dix-neuvième siècle, ayant suscité « un grand enthousiasme pour le chant parmi les classes inférieures et moyennes », les éducateurs et réformateurs ayant créé ce qui était décrit comme une « maniaphobie pour le chant choral à vue ». Il était lié à un élargissement de l'accès à la musique imprimée, particulièrement soutenu par Joseph Mainzer et John Pyke Hullah